# Liste der denkmalgeschützten Objekte in St. Ulrich am Pillersee
Die Liste der denkmalgeschützten Objekte in St. Ulrich am Pillersee enthält die 7 denkmalgeschützten, unbeweglichen Objekte der Gemeinde St. Ulrich am Pillersee.

## Denkmäler
| Foto |                 | Denkmal                                                                                       | Standort                                            | Beschreibung | Metadaten |
| ---- | --------------- | --------------------------------------------------------------------------------------------- | --------------------------------------------------- | --- | --- |
| BW   | Datei hochladen | Bildstock, Heinrichsäule HERIS-ID: 76339 Objekt-ID: 89897 TKK: 14745                          | bei Dorfstraße 61 Standort KG: St. Ulrich           | Der gemauerte Bildstock mit abgefastem Schaft und leicht vorspringendem Aufsatz mit Zeltdach und Kugelspitz stammt vom Ende des 16. Jahrhunderts. In den vier tiefen Bildnischen befinden sich moderne Heiligendarstellungen von Elisabeth Bauer von 1963 oder 1984. | BDA-Hist.: Q38143593 Status: § 2a Stand der BDA-Liste: 2025-06-30 Name: Bildstock, Heinrichsäule GstNr.: 1186/2                                                         |
| ja   | Datei hochladen | Fleckenkapelle HERIS-ID: 68582 Objekt-ID: 81614 TKK: 14742                                    | bei Flecken 25 Standort KG: St. Ulrich              | Die Kapelle in Flecken wurde 1791 errichtet. Die einjochige, gemauerte Kapelle mit eingezogenem, fünfseitigem Chor und steilem schindelgedecktem Satteldach weist eine reiche Putzgliederung an den Gebäudekanten, um die Fenster und Türen und unterhalb des Dachansatzes auf. Über dem Rechteckportal mit barocker Holztür befinden sich ein Lünettenfenster und ein Heiligenmedaillon. Der Innenraum ist mit einem Tonnengewölbe mit Stichkappe versehen, das auf einem Stuckgesims aufliegt. Ein segmentbogiger, eingezogener Chorbogen mit Stuckleiste und Schmiedeeisengitter trennt den Betraum vom kreuzgratgewölbten Chorraum. | BDA-Hist.: Q38120114 Status: Bescheid Stand der BDA-Liste: 2025-06-30 Name: Fleckenkapelle GstNr.: .322                                                                 |
| ja   | Datei hochladen | Gutshof Stöckl HERIS-ID: 46247 Objekt-ID: 47974 TKK: 14761                                    | Flecken 26 Standort KG: St. Ulrich                  | Der 1548 bezeichnete Einhof war Meierhof des Klosters Rott, das in St. Ulrich den Sitz der Hofmark Pillersee hatte. Wirtschaftsteil, Dach und Balkone an der Südseite wurden 1965 erneuert, dennoch ist das spätgotische Erscheinungsbild weitgehend unverändert erhalten. Der zweigeschoßige Bau mit flachem Pfettendach und Glockenreiter weist einen gemauerten Wohnteil auf. Der nördlich anschließende Wirtschaftsteil besteht aus einem gemauerten Stall und darüber einer in Ständerkonstruktion gezimmerten und traufseitig von Osten befahrbaren Tenne. Der giebelseitig über einen Mittelflur erschlossene Wohnteil wird durch spätgotische Portale und Fenster geprägt. Im Inneren finden sich ein Kreuzgewölbe in der Stube im Erdgeschoß sowie Tonnengewölbe mit Stichkappen in sämtlichen anderen Räumen beider Geschoße sowie flach gewölbte Treppenaufgänge. Die Kellerräume mit spätgotischen Rundbogenportalen sind ebenfalls mit einer Tonne überwölbt. | BDA-Hist.: Q38020170 Status: Bescheid Stand der BDA-Liste: 2025-06-30 Name: Gutshof Stöckl GstNr.: 532                                                                  |
| ja   | Datei hochladen | Widum HERIS-ID: 40175 Objekt-ID: 40071 TKK: 15202                                             | Kirchweg 3 Standort KG: St. Ulrich                  | | BDA-Hist.: Q37993223 Status: Bescheid Stand der BDA-Liste: 2025-06-30 Name: Widum GstNr.: .2/1                                                                          |
| ja   | Datei hochladen | Kath. Pfarrkirche hl. Ulrich und Friedhof HERIS-ID: 55915 Objekt-ID: 64822 TKK: 115699, 15201 | bei Kirchweg 3 Standort KG: St. Ulrich              | Urkundlich wurde 1073 eine Kirche genannt. Das Tal stand spätestens 1151 und bis 1803 im Besitz vom Kloster Rott am Inn. Das 1254 errichtete Benediktinerpriorat wurde 1803 aufgehoben. Die Kirche wurde im Ende des 15. Jahrhunderts erbaut und im 18. Jahrhundert barockisiert. Von 1864 bis 1868 erfolgte eine Regotisierung. Mit der Renovierung 1960/1961 wurde die barocke Ausstattung wiederhergestellt. | BDA-Hist.: Q38068754 Status: § 2a Stand der BDA-Liste: 2025-06-30 Name: Kath. Pfarrkirche hl. Ulrich und Friedhof GstNr.: .1, 1 St. Ulrich am Pillersee - Parish church |
| ja   | Datei hochladen | Pfarrerstall HERIS-ID: 76347 Objekt-ID: 89906 TKK: 115701                                     | Kirchweg 100 (Pfarrerstall) Standort KG: St. Ulrich | | BDA-Hist.: Q38143613 Status: § 2a Stand der BDA-Liste: 2025-06-30 Name: Pfarrerstall GstNr.: .9/2                                                                       |
| ja   | Datei hochladen | Filialkirche St. Adolari HERIS-ID: 55916 Objekt-ID: 64823 TKK: 115700, 14741                  | Niedersee Standort KG: St. Ulrich                   | → Hauptartikel : Filialkirche St. Adolari (Pillersee) f1 | BDA-Hist.: Q2316837 Status: § 2a Stand der BDA-Liste: 2025-06-30 Name: Kath. Filialkirche St. Adolari und alter Friedhof GstNr.: 1091/1, 1091/2, .110 Sankt Adolari     |